# The Corporation
The Corporation (A Corporação, em português) é um documentário canadense de 2003, dirigido e produzido por Mark Achbar e Jennifer Abbott, baseado em roteiro adaptado por Joel Bakan de seu livro (The Corporation: The Pathological Pursuit of Profit and Power, com versão em português: A Corporação: a busca patológica por lucro e poder). O filme descreve o surgimento das grandes corporações como pessoas jurídicas, e discute, do ponto de vista psicológico que, em sendo pessoas, que tipo de pessoas elas seriam.

## Sinopse
O documentário mostra o desenvolvimento da corporação de negócios contemporânea, de uma entidade legal que se originou como uma instituição fretada pelo governo destinada a afetar funções públicas específicas para a ascensão da instituição comercial moderna com direito à maioria dos direitos legais de uma pessoa. O documentário concentra-se principalmente em corporações norte-americanas, especialmente as dos Estados Unidos. Um tema é a avaliação de corporações como pessoas, como resultado de um caso de 1886 Santa Clara County v. Southern Pacific Railroad Co. na Suprema Corte dos Estados Unidos, no qual uma declaração do Chefe de Justiça dos Estados Unidos Morrison Waite levou as corporações como "pessoas" com os mesmos direitos que seres humanos, com base na Décima Quarta Emenda à Constituição dos Estados Unidos.
Os tópicos abordados incluem o Business Plot, onde, em 1933, o general Smedley Butler expôs um suposto plano corporativo contra o então presidente dos EUA, Franklin D. Roosevelt; a tragédia dos comuns; Dwight D. Eisenhower alertou as pessoas para terem cuidado com o crescente complexo militar-industrial; externalidades econômicas; supressão de uma reportagem investigativa do casal Jane Akre e Steve Wilson sobre o hormônio do crescimento bovino na emissora de televisão afiliada da Fox, WTVT, em Tampa, Flórida, a pedido da Monsanto; a invenção do refrigerante Fanta pela The Coca-Cola Company devido ao embargo comercial à Alemanha nazista; o suposto papel da IBM no holocausto nazista (ver IBM e o Holocausto); os protestos de Cochabamba, em 2000, provocados pela privatização de um abastecimento público de água municipal na Bolívia; e em temas gerais de responsabilidade social corporativa, a noção de responsabilidade limitada, a corporação como um psicopata e o debate sobre a personalidade corporativa.
Por meio de vinhetas e entrevistas, The Corporation examina e critica as práticas de negócios corporativos. A avaliação do filme é afetada pelos critérios diagnósticos do DSM-IV; Robert D. Hare, professor de psicologia da Universidade da Colúmbia Britânica e consultor do FBI, compara o perfil da corporação de negócios contemporânea e lucrativa com a de um psicopata clinicamente diagnosticado (no entanto, Hare se opôs à maneira como suas opiniões são retratadas no filme, veja "Recepção crítica" abaixo. The Corporation tenta comparar a forma como as empresas são sistematicamente obrigadas a comportar-se com o que afirma ser os sintomas de psicopatia do DSM-IV, por exemplo, o desprezo pelos sentimentos de outras pessoas, a incapacidade de manter relações humanas, o desrespeito imprudente pela segurança dos outros, o engano (mentir continuamente para enganar por lucro), a incapacidade de sentir culpa e a incapacidade de se conformar às normas sociais e respeitar a lei.

### Entrevistas
O filme apresenta entrevistas com importantes críticos corporativos como Noam Chomsky, Charles Kernaghan, Naomi Klein, Michael Moore, Vandana Shiva e Howard Zinn, bem como opiniões de CEOs de empresas como Ray Anderson (da empresa de tapetes e tecidos Interface, Inc.), e os pontos de vista dos gurus de negócios Peter Drucker e Milton Friedman e think tank defendendo mercados livres como o Fraser Institute. Entrevistas também apresentam o Dr. Samuel Epstein, que estava envolvido em um processo contra a Monsanto por promover o uso de Posilac, (nome comercial da Monsanto para Somatotropina Bovina recombinante) para induzir mais produção de leite em gado leiteiro e Chris Barrett que, como porta-voz da First USA, foi o primeiro corporativamente estudante universitário patrocinado na América.

## Lançamento

### Bilheteria
A Corporação arrecadou cerca de US$3,5 milhões em bilheterias americanas e teve um faturamento mundial de mais de US$4,8 milhões, tornando-se o segundo filme de maior bilheteria para a Zeitgeist Films.

### Versões

#### Versão TVOntario
A edição estendida feita para TVOntario (TVO) separa o documentário em três episódios de 1 hora:
- "Pathology of Commerce": Sobre o interesse próprio patológico da corporação moderna.
- "Planet Inc.": Sobre o escopo do comércio e as sofisticadas e até ocultas técnicas que os profissionais de marketing usam para colocar suas marcas em nossas casas.
- "Reckoning": Sobre como as corporações fecham acordos com qualquer estilo de governo - da Alemanha nazista até os estados despóticos de hoje - que permitem ou até incentivam as fábricas clandestinas, desde que as vendas aumentem.

#### Versão em DVD
A versão em DVD foi lançada como um conjunto de 2 discos que inclui o seguinte:
- Disco 1 inclui o filme, 17 minutos de cenas deletadas, 2 faixas de comentários de diretores e escritores, perguntas e respostas de cineastas e entrevistas, trailer, 60 minutos de Janeane Garofalo entrevistando Joel Bakan em The Majority Report da rádio Air America Radio, 10 minutos de Katherine Dodds sobre marketing grassroots, legendas em 3 idiomas (inglês, francês, espanhol) e áudio descritivo.
- Disco 2 inclui 165 clipes e atualizações nunca antes vistos classificados por pessoa ("Hear More From...") e assunto ("Topical Paradise"). "Hear More From..." inclui atualizações e um coral de Milton Friedman cantando "An Ode To Privatization". "Topical Paradise" inclui 22 tópicos. "Related Film Resources" inclui 15 trailers de filmes e um filme animado de 30 minutos no Reino Unido.

Em 2012, uma nova versão educacional canadense foi lançada para estudantes do ensino médio. Esta versão "Occupy Your Future" é distribuída exclusivamente pela Hello Cool World, que esteve por trás do branding e da divulgação de base do filme original em quatro países. Esta versão é mais curta e divide o filme em três partes. Os extras incluem entrevistas com Joel Bakan no movimento Occupy, Katherine Dodds em branding sociais, e dois curtas-metragens do projeto The Story of Stuff de Annie Leonard.

## Recepção

### Recepção da crítica
Os críticos de cinema deram ao filme críticas geralmente favoráveis. O Rotten Tomatoes informou que 90% dos críticos deram ao filme críticas positivas, com base em 111 avaliações com uma classificação média de 7,4/10. O consenso crítico do site diz: " A Corporação é uma resposta satisfatoriamente densa e instigante a alguns dos argumentos centrais do capitalismo". Metacritic relatou que o filme teve uma pontuação média de 73 em 100, com base em 28 avaliações.
No Chicago Sun-Times (16 de julho de 2004), Roger Ebert descreveu o filme como "uma polêmica apaixonada, cheia de informações que certamente acabariam com qualquer conversa na mesa de jantar", mas sentiu que "aos 145 minutos, ela passava as últimas boas-vindas. O sábio documentarista deve tratar o filme como um bem não renovável.
A revista The Economist, apesar de chamar o filme de "um ataque surpreendentemente racional e coerente à instituição mais importante do capitalismo" e "um relato instigante da empresa", a chama de incompleta. Isso sugere que a ideia de uma organização como uma entidade psicopática originou-se de Max Weber, no que diz respeito à burocracia governamental. O crítico comenta que o filme pesa a favor da propriedade pública como uma solução para os males retratados, embora não reconheça a magnitude dos males cometidos pelos governos em nome da propriedade pública, como os do Partido Comunista na antiga União Soviética. ou pelas Monarquias da Europa e pela Igreja.
Um clipe de entrevista com o psiquiatra Robert D. Hare aparece por vários minutos na The Corporation. Pioneiro na pesquisa de psicopatia, cuja Lista de Verificação de Psicopatias Hare é usada em parte para "diagnosticar" supostamente o comportamento psicopático das corporações no documentário, Hare já se opôs à maneira como seu trabalho foi apresentado no filme e ao uso de seu trabalho para reforçar o que ele descreve como tese e conclusões questionáveis do filme. Em Snakes in Suits: When Psychopaths Go to Work (2007; co-escrito com Paul Babiak), Hare escreve que apesar das afirmações dos cineastas para ele durante a produção que eles estavam usando psicopatia metaforicamente para descrever "o mais notório" mau comportamento corporativo, o documentário final obviamente pretende sugerir que as corporações em geral ou por definição são psicopatas, uma afirmação que Hare rejeita enfaticamente:
No entanto, em seu monólogo em The Corporation e na transcrição com comentários adicionais, Hare, além de apontar diferenças entre corporações, claramente usa termos generalizados como "tendem", "a maioria", "quase", "rotineiramente", "praticamente o mesmo"," "quase pela sua própria natureza" e "por definição" no que diz respeito a numerosas das suas caracterizações de psicopatia aplicadas a corporações. No entanto, Hare insiste que seus comentários cautelosos e qualificados sobre o "exercício acadêmico" de diagnosticar certas corporações como psicopatas foram usados em apoio a uma tese maior de que ele não foi informado antecipadamente e com o qual não concordou.